# New York Life Insurance Company
New York Life Insurance Company (NYLIC) er en amerikansk livsforsikrings- og finanskoncern. Der tilbydes forsikringsprodukter men også formueforvaltning, opsparing og diverse investeringsprodukter.